# Savojská křížová výprava
Savojská křížová výprava v roce 1366 byla jednou z pozdních nábožensky motivovaných válečných tažení proti muslimům. K její realizaci došlo z iniciativy papeže Urbana V. a na základě stejného plánu, do něhož spadala také alexandrijská křížová výprava podniknutá o rok dříve. Na rozdíl od ní byla tato namířena proti Osmanské říši expandující na Balkáně. Křížové výpravě, jíž velel savojský hrabě Amadeus VI. ve spolupráci s Uhrami a Byzancí, se podařilo dobýt na Osmanských Turcích město Gallipoli. Po tomto úspěchu sešlo od původního záměru bojovat s muslimskými Turky a výprava se obrátila proti Bulharské říši na severu. Křižácká flotila přeplula Bosporskou úžinu a vplula do Černého moře, odkud přepadávala přístavní města na bulharském pobřeží. Nevelká dobytá území křižáci přenechali upadající Byzantské říši, která se na výpravě rovněž podílela.

## Mapy

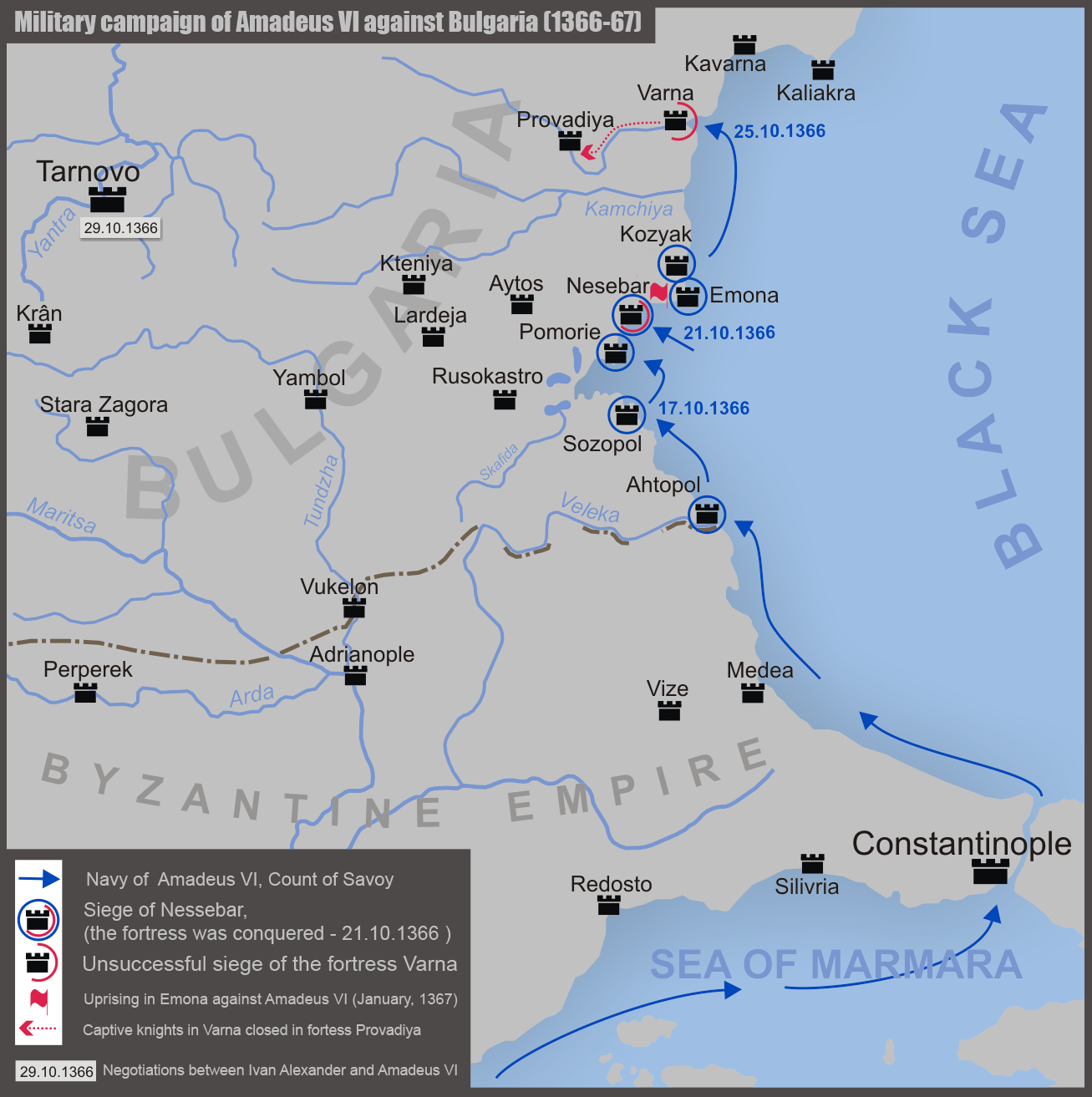
Tažení křižáků proti Bulharsku
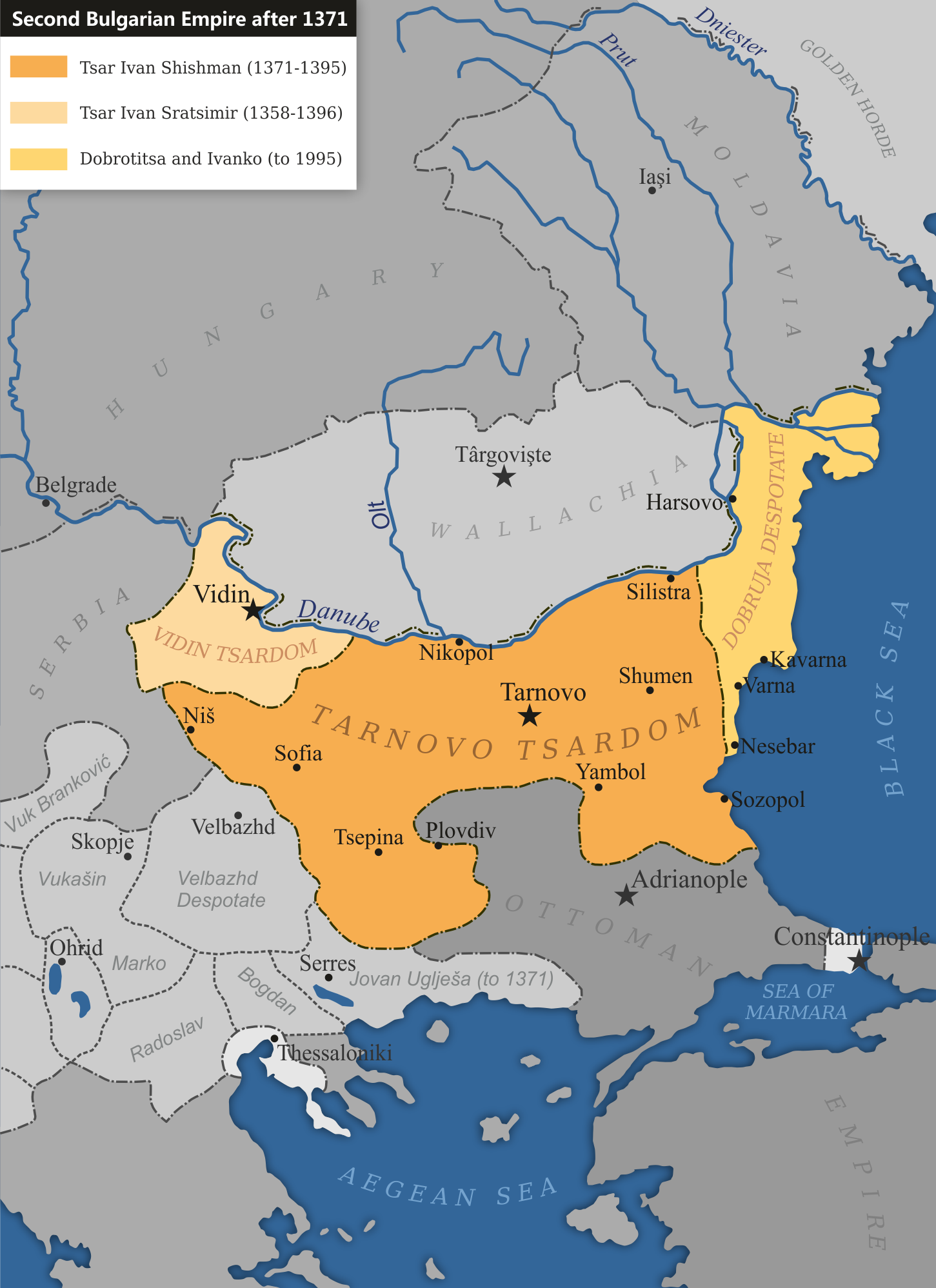
Bulharská říše v době kruciáty